# Gloeomucro limpidus
Gloeomucro limpidus é uma espécie de fungo pertencente à família Hydnaceae.